# Kanton Avranches
Der Kanton Avranches ist seit 1790 ein französischer Wahlkreis im Arrondissement Avranches, im Département Manche und in der Region Normandie; sein Hauptort ist Avranches.

## Gemeinden
Der Kanton besteht aus 17 Gemeinden und Gemeindeteilen mit insgesamt 22.191 Einwohnern (Stand: 1. Januar 2022) auf einer Gesamtfläche von 183,68 km²:
| Gemeinde               | Einwohner 1. Januar 2022 | Fläche km² | Dichte Einw./km² | Code INSEE | Postleitzahl |
| ---------------------- | ------------------------ | ---------- | ---------------- | ---------- | ------------ |
| Avranches              | 7.732                    | 4,47       | 1.730            | 50025      | 50300        |
| Bacilly                | 935                      | 15,88      | 59               | 50027      | 50530        |
| Carolles               | 768                      | 3,85       | 199              | 50102      | 50740        |
| Champeaux              | 341                      | 4,29       | 79               | 50117      | 50530        |
| Chavoy                 | 130                      | 3,70       | 35               | 50126      | 50870        |
| Dragey-Ronthon         | 789                      | 15,17      | 52               | 50167      | 50530        |
| Genêts                 | 453                      | 6,89       | 66               | 50199      | 50530        |
| Jullouville            | 2.401                    | 21,88      | 110              | 50066      | 50610, 50740 |
| Le Parc                | 907                      | 22,63      | 40               | 50535      | 50870        |
| Lolif                  | 608                      | 12,50      | 49               | 50276      | 50530        |
| Marcey-les-Grèves      | 1.286                    | 6,73       | 191              | 50288      | 50300        |
| Ponts                  | 684                      | 6,70       | 102              | 50411      | 50300        |
| Saint-Jean-de-la-Haize | 538                      | 8,95       | 60               | 50489      | 50300        |
| Saint-Jean-le-Thomas   | 395                      | 2,38       | 166              | 50496      | 50530        |
| Saint-Pierre-Langers   | 621                      | 8,40       | 74               | 50540      | 50530        |
| Sartilly-Baie-Bocage   | 2.843                    | 30,68      | 93               | 50565      | 50530        |
| Vains                  | 760                      | 8,58       | 89               | 50612      | 50300        |
| Kanton Avranches       | 22.191                   | 183,68     | 121              | 5002       | –            |

1. ↑   Ohne die Fläche der ehemaligen Gemeinde Saint-Martin-des-Champs, diese gehört zum Kanton Isigny-le-Buat.

Bis zur Neuordnung bestand der Kanton Avranches aus den 16 Gemeinden Avranches, Chavoy, La Godefroy, La Gohannière, Marcey-les-Grèves, Plomb, Pontaubault, Ponts, Saint-Brice, Saint-Jean-de-la-Haize, Saint-Loup, Saint-Martin-des-Champs, Saint-Ovin, Saint-Senier-sous-Avranches, Vains und Le Val-Saint-Père. Sein Zuschnitt entsprach einer Fläche von 92 km2.
La Boulouze war ebenso wie Le Mesnil-Ozenne bis 1973 eigenständige Gemeinden und gehörten zum Kanton Ducey. Dann wurden sie der Gemeinde Saint-Ovin zugeschlagen, blieben aber beim Kanton Ducey. Le Mesnil-Ozenne wurde 1985 wieder eine eigenständige Gemeinde.

## Veränderungen im Gemeindebestand seit der landesweiten Neuordnung der Kantone
2019:
- Fusion Avranches und Saint-Martin-des-Champs (Kanton Isigny-le-Buat) → Avranches

2016: 
- Fusion Braffais (Kanton Isigny-le-Buat), Plomb und Sainte-Pience (Kanton Bréhal) → Le Parc
- Fusion Angey, Champcey, Montviron, La Rochelle-Normande (Kanton Bréhal) und Sartilly → Sartilly-Baie-Bocage